# Armand Couture
Pour les articles homonymes, voir Couture (homonymie).
Armand Couture, né à Québec le 18 novembre 1930 et mort le 18 août 2022,, est un ingénieur civil québécois. En plus d'avoir été intimement lié au développement du potentiel hydroélectrique du Nord-du-Québec, il fut le principal concepteur d'un des plus importants ouvrages urbains de la ville de Montréal, le pont-tunnel Louis-Hippolyte-La Fontaine.

## Biographie
Il est formé à l'Université Laval, où il a obtenu une maîtrise en structures et fondations. Entre 1967 et 1992, Armand Couture a fait carrière comme ingénieur, puis comme membre de la direction du cabinet Lalonde Valois Lamarre Valois et Associés, devenu Lavalin, puis SNC-Lavalin. À ce titre, il a participé au développement hydroélectrique de la Baie-James, en plus de présider le conseil de la Société d'énergie de la Baie James, dont il est le représentant à l'occasion des négociations de la Convention de la Baie-James et du Nord québécois.
En 1992, il est nommé président et chef de l'exploitation d'Hydro-Québec, un poste qu'il occupe pendant quatre ans.
Depuis 1996, M. Couture siégeait au conseil de plusieurs entreprises et organismes publics.
Armand Couture était membre de l'Académie canadienne de génie et a reçu un doctorat honoris causa de l'Université du Québec (INRS). 

## Prix et distinctions
- 1982 : Fellow de la Société Canadienne de Génie Civil[6]
- 1987 : Fellow de l'Institut canadien des ingénieurs[7]
- 1992 : Doctorat honoris causa de l'Université du Québec (INRS)
- 1995 : Médaille Julian C. Smith, Institut Canadien des Ingénieurs[8]
- 1999 :  Officier de l'Ordre national du Québec[9]
- 2000 :  Membre de l'Ordre du Canada[10]
- 2000 : Prix des Gouverneurs de l'Association de l'industrie électrique du Québec
- 2006 : Grand bâtisseur de l'Association des anciens élèves et diplômés de l'École polytechnique